# Koszmosz–154
A Koszmosz–154 (oroszul: Космос 154) Koszmosz műhold, a szovjet műszeres műhold-sorozat tagja. Technikai műhold, a Szojuz program része.

## Küldetés
A Szojuz űrhajók (7KL–1P) új rendszerének űrkörülmények között történő kísérleti próbája. Az L–1 (Л-1) a hold-program összefoglaló jelölése. A Koszmosz–146-tal megkezdett szovjet holdprogram, a Zond-program része volt. A kísérlet célja, hogy Föld körüli pályáról megbízhatóan elérjék a második kozmikus sebességet.
A sorozat első három kísérleti tagja 1964-1965 között repült, a 4. kísérlet sikertelen volt. Ez volt az 5. sikeres, egyben az első Hold-repülést ellenőrző program. A további ellenőrzőprogram 1967–1970 között valósult meg.

## Jellemzői
1967. április 8-án a Bajkonuri űrrepülőtér indítóállomásról a kifejlesztett négyfokozatú Proton-K (UR-500 K-ET) típusú hordozórakétával juttatták Föld körüli, közeli körpályára. Az orbitális egység pályája 88,4 perces, 51,3 fokos hajlásszögű, elliptikus pálya-perigeuma 182 kilométer, apogeuma 212 kilométer volt. Hasznos tömege 5375 kilogramm. Pályára állást követően hajtómű-vezérlési (az automatika nem tudta beindítani a hajtóművet) problémák léptek föl, ami meghiúsította a tervezett kozmikus sebesség elérését.
1967. április 6-án a főtervező és tíz űrhajósból álló csoport, Alekszej Arhipovics Leonov és Pavel Romanovics Popovics vezetésével, meglátogatta az előkészítő műveleteket, a kilövő állomást, a rakétakomplexumot összeállító csarnokban a Proton rakétát.
1967. április 10-én földi parancsra belépett a légkörbe és megsemmisült.

## Külső hivatkozások
- Koszmosz–154. pp.se. (Hozzáférés: 2012. november 7.)
- Koszmosz–154. nasa.gov. (Hozzáférés: 2012. november 7.)
- Koszmosz–154. lib.cas.cz. [2013. október 13-i dátummal az eredetiből archiválva]. (Hozzáférés: 2013. május 8.)

| Elődje: Koszmosz–146 | Szojuz-program 1967 | Utódja: Szojuz–4 |

| Elődje: Koszmosz–153 | Koszmosz-program 1967 | Utódja: Koszmosz–155 |